# Conosara
Conosara là một chi bướm đêm thuộc họ Geometridae.

## Các loài
- Conosara castanea Meyrick, 1892
- Conosara pammicta Turner, 1919